# HDBaseT
HDBaseTは、HDBaseT Alliance によって策定された家電製品並びに業務用の接続規格であり、カテゴリー5e以上のLANケーブルを使用して、無圧縮の高解像度映像、音声、電源、100BASE-TX イーサネット、USB、その他様々な制御信号を伝送、通信できる規格である。 

## 歴史
2010年6月14日、Valensが最初に作成したHDBaseT規格を促進するため、サムスン電子、ソニー・ピクチャーズ・エンタテインメント、LGエレクトロニクス、Valensによって団体を発足した。 HDBaseT 1.0の仕様も2010年6月に規定。

HDBaseTの機能が実装されていないドングルなどの外部アクセサリーは、2010年に市場へ出荷が開始。実製品は2013 Consumer Electronics Showでデモ展示された。

2013年、HDBaseT Allianceは2.0の仕様を制定。1.0からのアップデートで、業務用AV市場へ連携を強化し、コンシューマ市場においてホームネットワークの多機能化を図られている。 2.0の仕様ではOSI参照モデルのすべてのレイヤーで必要とされる機能を規定し、遅延の影響が起こりやすい高解像度の映像やオーディオなど伝送にて最適化がされている。2.0の仕様は1.0の完全上位互換であるが、追加でメッシュトポロジー、分散ルーティング、エンドツーエンドのエラー処理などの機能を加える他にも、ネットワーク、スイッチング、制御ポイント機能も追加し、複数の機器を接続しマルチストリーミングができるようにも規定している。また2.0ではUSB 2.0の伝送機能も組み込まれたため、タッチスクリーン、キーボード-ビデオ-マウス（KVM）を使用して、高解像度のオーディオおよびビデオを遅延なく送信できるようになっている。またケーブルもこれまでのツイストペアケーブルだけではなくファイバーケーブルも規格内で対応するようになった。
- 2014年12月10日、IEEEは、HDBaseTをIEEE 1911の標準規格として承認した。
- 2017年のISE 2017にて伝送間を10Gbpsのスイッチングハブ経由でIP伝送するデモが実演された

## 特徴
HDBaseTは、非圧縮の超高精細ビデオ(最大4K解像度)、オーディオ、電源(最大100W)、イーサネット、USB、およびその他の制御通信(RS-232やIRなど)を、イーサネットに使用されているカテゴリ5eケーブルそれ以上のツイストペアケーブル(8P8C)のモジュラコネクタを使用して、最大100メートル(330フィート)まで伝送することができる。

HDBaseTは、HDMIなどの標準規格を補完するもので、これまでの無線周波数、同軸ケーブル、コンポジット映像信号、S端子、SCART端子、コンポーネント映像信号、D端子、VGA端子のような伝送のための規格の一つとして位置づけられる。HDBaseTは、Ciscoおよびサイエンティフィック・アトランタ製のネットワーク家庭用STBを除くセットトップボックス、DVDプレーヤー、Blu-rayプレーヤー、PC、ゲーム機、マトリクス含むビデオスイッチチャーなどの映像ソース機器などを、互換性のあるデジタルオーディオアンプ、PC用液晶モニター、およびデジタルテレビに接続することができる。

### ビデオ
HDBaseTは、非圧縮の高解像度の映像(最大4K)をデバイスのネットワークまたはポイント・ツー・ポイント接続で伝送する。非圧縮コンテンツは、従来の製品を含むすべてのビデオソースをサポートし、ゲーム機の映像や配信の映像を正確に伝送することができる。また、ビデオ品質の低下やレイテンシの増加はしないよう設計されている。SD、HD、フルHD、4K解像度の他に、3Dビデオなど、テレビおよびPCのビデオフォーマットをサポートしている。HDBaseT 2.0は規格として最大10.2 Gbit/sのためにHDMI 2.0の仕様の18Gbit/sに満たさないため、YCbCr 4:4:4では30Hzまでの非圧縮4K、または4:2:0では60Hzの4Kをサポートされ、4:4:4の60Hz表示は非サポートとなる。

### オーディオ
オーディオはビデオと同じく、HDMIなどで採用されている標準形式にすべてに対応しパススルーで伝送される。HDBaseTは、HDMI 1.4の任意規格であるAudio Return Channel機能はサポートしていない。

### イーサネット
オプションとなる規格であり、対応機器を使用することで100Mbpsのイーサネットの伝送をサポートする。これにより、テレビ、ステレオ、コンピュータ、その他のCEデバイスが相互にTCPによる通信したり、ネット配信などの映像、画像、音楽などのマルチメディア・コンテンツにアクセスが可能になる。

### 電源
オプションとなる規格であり、対応機器を使用することで伝送に使用するツイストペアケーブルを介して対抗側のデバイスに電源供給が出来る機能がある。HDBaseTは、Power over Ethernet (PoE)規格のバリエーションである「Power over HDBaseT」として、HDBaseTデバイスに接続するBlu-rayプレーヤー、モニタ、TVなどに最大100Wの電力を供給することができる。最大100ワットの電力を供給できるため、HDBaseT対応の対応機器を利用することで60インチTVに供給ということも可能である。

### 制御信号
HDMI規格のCEC、RS-232、USB、赤外線(IR)信号の伝送に対応。

## 利点
- 同軸ケーブルと比べ加工性、入手性の高いLANケーブルのため施工がしやすい
- 高解像度映像の非圧縮信号伝送（品質の低下なし）
- 既存のIPエンコーダーと比べ非常に低いレイテンシーでの伝送が可能
- 家電メーカー、映像機器メーカー製品で多く採用
- 認証規格化により、認証製品であれば他社製品同士を組み合わせても動作する情報公開が行われている(独自機能は保証外、基本機能のみである5playの互換性のみを保証)

## デメリット
- 5Playの規格内の機能をすべて網羅されているわけでは無く、製品によっては映像のみという製品もある。
- メーカーによっては、独自機能を搭載されていることから必ずしも互換性が保証されていない。
- 技術仕様ではパッチケーブルによる使用は想定されていない。メーカー製品のスペックはすべて機器はケーブル直結での数値となり、既存のLANケーブル用パッチパネルなどを使用した場合に対しての保証はされていない。
- 信号は独自規格であるため、ネットワーク機器を組み合わせの敷設は出来ない。

## ネットワーク機器との違いについて
LANケーブルは使用されているが、イーサネットではなく非対称プロセスで通信を行われている

そのため、ネットワーク用ケーブルテスターなどによる機器での診断では適切なケーブル品質の診断が出来ず、HDBaseT専用診断デバイスによる診断が必須となる。

高解像度ほど伝送能力はケーブルの品質と敷設方法に依存し、Cat6Aにおけるエイリアンクロストーク同様、シールドされた単線ケーブルを使用するなどノイズ対策が必須となる。

高信頼性を要求する環境への敷設をする場合、HDBaseTは認証ケーブルを使用することを推奨している。

## 応用分野など

### 映像業界
仕様の特長から5つの機能を1本のケーブルで伝送できることから「5Play」というキーワードで提唱を行っている。(非圧縮映像、オーディオ、イーサネット、制御信号、USB 2.0、最大100Wの電力)

### 自動車業界
仕様のポイントとして「シールドされていないメタルケーブルで15m(50フィート)を超えるネイティブネットワーク機能を使用した、フルHD解像度の映像含むデータ転送に対応」という利点から車内配線などに採用されている

### コンシューマー市場
5Playの機能から、スマートホームやホテルなど室内設備において、基幹映像配信サービスサーバーから各部屋の端末への伝送手段として採用されている。

### 産業用途
特長の一つであるUSBの延長機能を利用し、別の部屋からシステム画面の監視や表示操作(KVM)するという方法にて利用されている。